# Fuchsia Dunlop

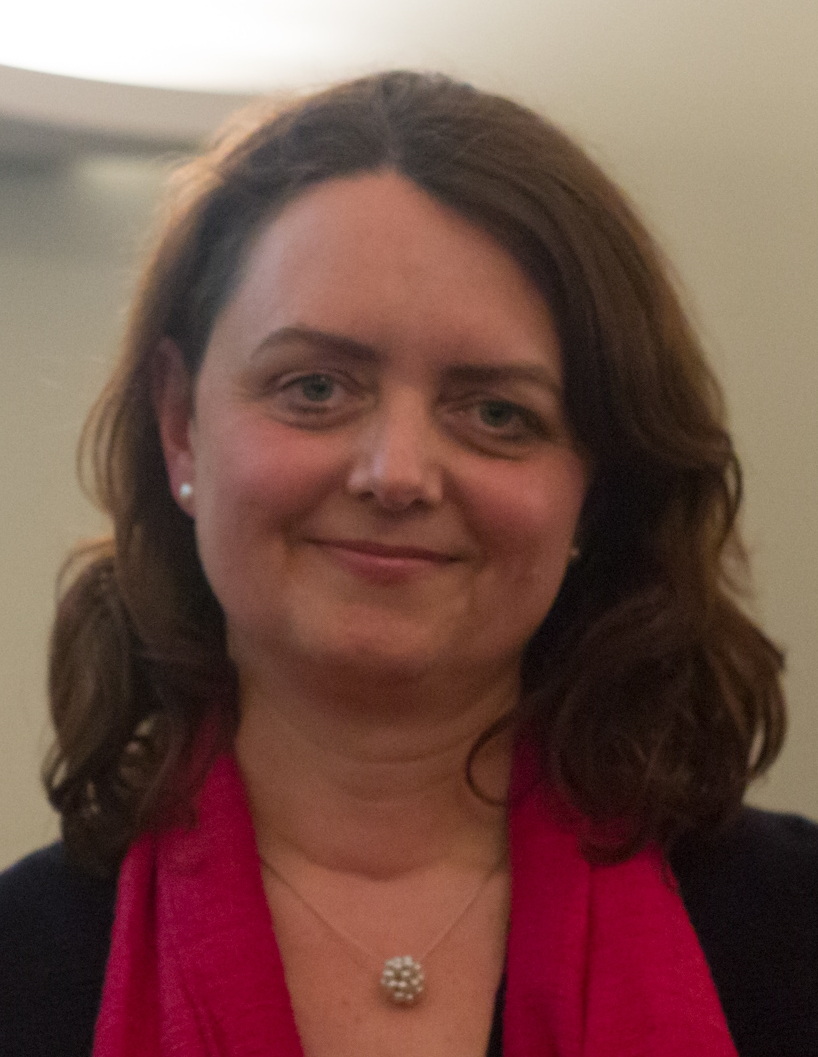
Fuchsia Dunlop (2018)

Fuchsia Dunlop ist eine englische Schriftstellerin und Köchin, die sich auf die chinesische Küche – insbesondere die Sichuan-Küche – spezialisiert hat. Sie ist die Autorin mehrerer Bücher, darunter das autobiografische Shark’s Fin and Sichuan Pepper (2008). Julia Moskin schrieb in der New York Times, dass Dunlop „mehr als jeder andere dazu beigetragen hat, nicht-chinesischen Köchen die echte chinesische Küche zu erklären“.

## Biografie
Dunlop wuchs in Oxford auf und studierte englische Literatur am Magdalene College in Cambridge. Sie arbeitete als Ostasien-Redakteurin für die BBC Monitoring Unit in Caversham, besuchte Abendkurse in Chinesisch an der University of Westminster, arbeitete ehrenamtlich als Autorin und Redakteurin für China Now und reiste zweimal nach China. Sie sagt, dass sie fest entschlossen gewesen sei, „alles zu essen, was die Chinesen mir vorsetzen würden“. 1994 erhielt sie ein Stipendium des British Council für ein einjähriges Postgraduiertenstudium in China, das sie an der Universität Sichuan absolvierte. Sie begann, über nationale Minderheiten zu forschen, absolvierte dann aber eine dreimonatige Ausbildung zur Köchin an der Fachhochschule für Kochkunst Sichuan (Sìchuān pēngrèn gāoděng zhuānkē xuéxiào 四川烹饪高等专科学校; 2012 mit dem Institut für landwirtschaftliche Verwaltungskader der Provinz Sichuan – Shěng nóngyè guǎnlǐ gànbù xuéyuàn 省农业管理干部学院 – zum Tourismusinstitut Sichuan – Sìchuān lǚyóu xuéyuàn 四川旅游学院|四川旅游学院 – zusammengeschlossen).
Dunlop kehrte nach London zurück und schloss einen Master in Area Studies an der SOAS ab. Sie schrieb zunächst Rezensionen über chinesische Restaurants und verfasste schließlich mehrere Kochbücher, die mit zahlreichen Preisen ausgezeichnet wurden.

## Werke

### Bücher
- 2001: Sichuan Cookery. ISBN 978-0-14-029541-2.
  - US-amerikanische Ausgabe: Land of Plenty. A treasury of authentic Sichuan cooking. 2003, ISBN 978-0-393-05177-3.
- 2007: Revolutionary Chinese Cookbook. Recipes from Hunan Province. ISBN 978-0-09-190483-8.
  - US-amerikanische Ausgabe: Revolutionary Chinese Cookbook. Recipes from Hunan Province. 2007, ISBN 978-0-393-06222-9.
- 2008: Shark’s Fin and Sichuan Pepper. A sweet-sour memoir of eating in China. ISBN 0-393-33288-8.
  - chinesische Übersetzung von Hé Yǔjiā 何雨珈 2018: Yúchì yú huājiāo 《鱼翅与花椒》. ISBN 978-7-5327-7791-4.
- 2012: Every Grain of Rice: Simple Chinese Home Cooking. ISBN 978-1-4088-0252-6.
- 2016: Land of Fish and Rice: Recipes from the Culinary Heart of China. ISBN 978-1-4088-0251-9.
  - US-amerikanische Ausgabe: Land of Fish and Rice: Recipes from the Culinary Heart of China. 2007, ISBN 978-0-393-25438-9.
- 2019: The Food of Sichuan. ISBN 978-1-324-00483-7.
  - deutsche Übersetzung von Helmut Ertl: Die Küche Sichuans. Über 250 Rezepte, 56 Garmethoden, 23 Aromen. 2023, ISBN 978-3-95961-651-5.
- 2023: Invitation to a Banquet: The Story of Chinese Food ISBN 978-0-393-86713-8.

### Artikel (Auswahl)
- The Guardian: On the first day they gave me a chef's hat and my own cleaver… vom 10. Juni 2001[5]
- Financial Times: Unsavoury characters vom 16. August 2008[6]
- The New Yorker: Letter from China: Garden of Contentment vom 24. November 2008, Band 84, S. 54–61.[7]
- Lucky Peach: London Town vom 30. April 2013[8]
- Lucky Peach: Dick Soup vom 14. April 2014[9]
- Financial Times: Fuchsia Dunlop on the fiery charms of Sichuan hotpot vom 9. November 2018[10]